# グアニンヌクレオチド交換因子

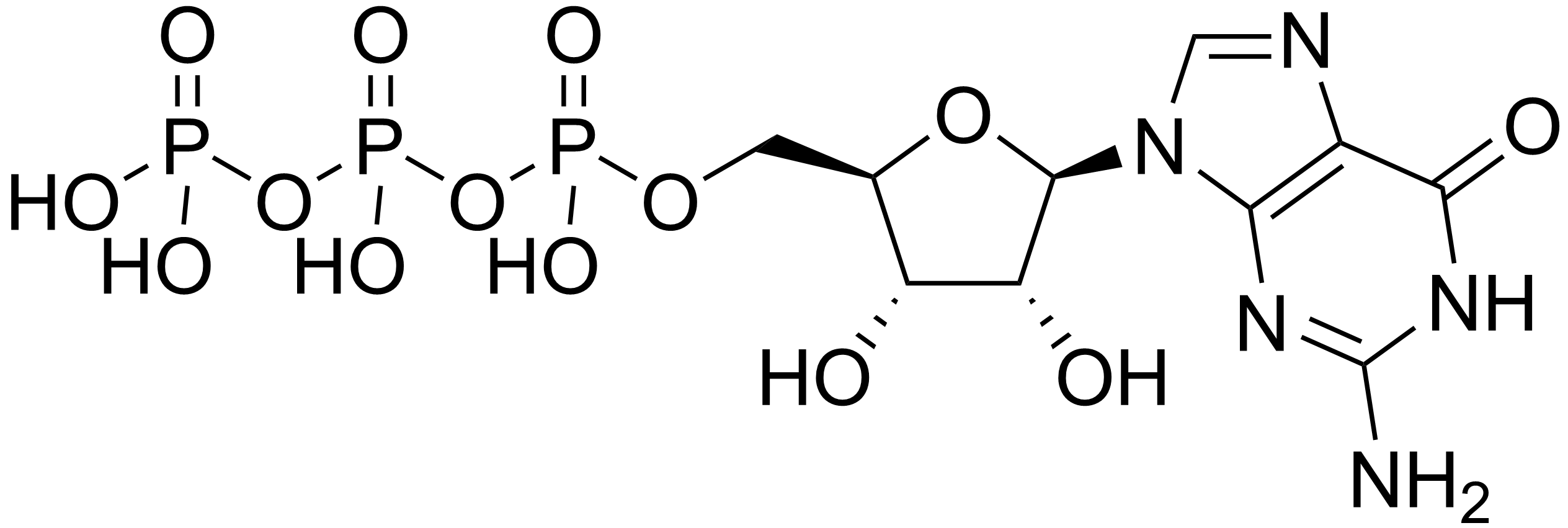
GTP

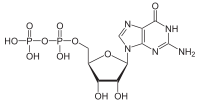
GDP

グアニンヌクレオチド交換因子（グアニンヌクレオチドこうかんいんし、guanine nucleotide exchange factor, GEF）とは、GTP結合タンパク質（GTPアーゼ）上に結合しているグアノシン二リン酸（GDP）の放出を促進してグアノシン三リン酸（GTP）を結合させることによって、GTPアーゼの活性化を行うタンパク質またはタンパク質ドメインのことである。様々な関連のない構造ドメインがGEFとしての活性を有することが示されている。一部のGEFは複数種類のGTPアーゼを活性化することができるが、その他は1種類のGTPアーゼに対して特異的に機能する。

## 機能

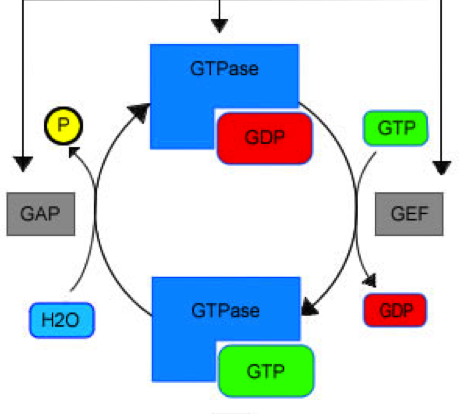
GEFによるGTPアーゼ活性化の模式図

グアニンヌクレオチド交換因子（GEF）は、GTPアーゼの活性化に関与するタンパク質やタンパク質ドメインである。GTPアーゼは細胞内シグナル伝達経路において分子スイッチとして機能し、多くの下流のターゲットを持っている。GTPアーゼは大きく2種類ある。三量体GTP結合タンパク質と低分子量Gタンパク質である。三量体GTP結合タンパク質はα、β、γの3量体を形成し、細胞膜において共役するGPCRによって活性化される。一方、低分子量Gタンパク質は単量体で働き、small GTPaseともいわれる。低分子量Gタンパク質は、その機能によってさらに5つのファミリー（Ras、Rho、Rab、Arf/Ser1、Ran）に分類される。最もよく知られている低分子量Gタンパク質はRasスーパーファミリーであり、細胞の分化、増殖といった必須の細胞プロセスに関与している。それに対し、Rhoは細胞骨格の再編成を介した細胞形態制御、RabファミリーとRanファミリーは核輸送、Arf/Ser1ファミリーは細胞内小胞輸送に関与する。GTPアーゼはGTPを結合しているとき活性化状態、GDPを結合しているとき不活性状態であり、その活性はGEFとGTPアーゼ活性化タンパク質（GTPase activating protein, GAP）によって制御される。GFFは、これらのRas、Rho、Rab、Arf/Ser1、Ranファミリーに属するいずれかのタンパク質に結合するGDPをGTPに交換する活性を有する。
GTPアーゼからのGDPの解離は、きわめてゆっくりとしたものである。GEFの結合によって基質のGTPアーゼからのGDPの解離が触媒され、その位置にGTP分子が結合する。GEFはGDP解離の促進のために機能するが、細胞質のGTP:GDP比は10:1とGTPの方がはるかに高いために、低分子量Gタンパク質からGDPが解離した後、一般的にその位置に結合するのはGTPである。GTPアーゼへのGTPの結合によってGEFが解離し、GTPアーゼが活性化される。このようにGEFは、GTPアーゼとGDPとの相互作用を不安定化するとともに、GTP分子が結合するまで、ヌクレオチドが結合していない状態のGTPアーゼを安定化する。GAPは反対に、GTPアーゼのGTP加水分解速度を増加させることによってGTPアーゼを不活性化する。GDPは、GEFによって解離が促進されるまで、不活性状態のGTPアーゼに結合したままである。
GEFの局在によって、特定のGTPアーゼが細胞内のどの場所で活性化されるかを決定することができる。例えば、RanのGEFであるRCC1は核に、一方RanGAPは細胞質に存在し、タンパク質の核内・核外輸送を調節している。RCC1は核内で、タンパク質の核外輸送のためにRan-GDPをRan-GTPに変換し活性化する。細胞質に移行し、RanGAPによってRan-GTPがRan-GDPに変換されると、積み荷タンパク質（protein cargo）は降ろされる。

## 機構
GTPアーゼの活性化のメカニズムは、GEFごとにさまざまである。しかしながら、GEFがどのようにGTPアーゼのヌクレオチド結合部位のコンフォメーションを変化させるかについてはいくつかの共通点がある。GTPアーゼはswitch 1、switch 2と呼ばれる2つのループ領域を持っており、これらは結合したヌクレオチドの両側に位置している。これらの領域とGTPアーゼのPループ（phosphate-binding loop）はヌクレオチドのリン酸基と配位マグネシウムイオンと相互作用し、ヌクレオチドが高いアフィニティで結合するよう保っている。GEFの結合は、GTPアーゼのPループとスイッチ領域のコンフォメーションを引き起こす。その一方、残りの部分のタンパク質構造は大きく変化しない。GEFの結合は物理的にマグネシウムやリン酸の結合部位をふさいでしまうが、塩基部分が結合する領域はアクセスが可能である。GEFがGTPアーゼに結合したとき、リン酸基部分が最初に解放され、GTP分子が入ってくることによってGEFは置き換えられる。この基本的なスキームはGEFに共通であるが、GTPアーゼの領域との個々の相互作用の様式についてはそれぞれに異なっている。

## 構造と特異性
いくつかのGEFは1種類のGTPアーゼに対して特異的に働くが、他のものは複数のGTPアーゼの基質を持っている。RasスーパーファミリーのGTPアーゼは異なるサブファミリー間でも共通したGTP結合ドメインを持っているが、GEFのほうはこれは当てはまらない。異なるファミリーのGEFが異なるRasのサブファミリーに対応する。GEFの機能ドメインはファミリー間で構造的類似性がなく、配列にも相同性がない。これらのGEFドメインは、類似した機能と基質をもつにもかかわらず、進化的に無関係であると考えられる。

### CDC25ドメイン
CDC25ホモロジードメイン、もしくはRasGEFドメインは多くのRasのGEFの触媒ドメインであり、Ras GTPアーゼを活性化する機能を持つ。CDC25ホモロジードメインは約500アミノ酸から構成され、出芽酵母Saccharomyces cerevisiaeのCDC25タンパク質に最初に見つかったものである。

### DHドメインとPHドメイン
Dbl型のRhoGEFは真核生物の起源の時点から存在し、高度に適応的な細胞シグナリングの仲介因子として進化した。ヒトでは71種類のDbl RhoGEFが同定されており、20のサブファミリーに分類される。この71種類は初期の脊椎動物には既に存在しており、20のファミリーのほとんどは初期の後生動物に既にみられる。哺乳類のDblファミリータンパク質の多くは組織特異的であり、後生動物におけるDblファミリータンパク質の数は細胞シグナリングの複雑さと比例している。Dbl homology（DH）ドメインとPleckstrin homology（PH）ドメインはほとんどのDblファミリーのメンバーに存在し、Rho GTPアーゼに対するGEFとしてはたらく。DHドメイン、もしくはRhoGEFドメインは、GEFとしての触媒機能を担う。PHドメインはDHドメインの細胞内ターゲティングに関与している。一般的にPHドメインはリン脂質との相互作用を通して膜への結合を調節すると考えられているが、その機能はタンパク質ごとに異なると示されており、また、このPHドメインはRhoGEF以外のタンパク質にも存在している。PHドメインはDHドメインのC末端の直後に位置しており、ほとんどのDblファミリータンパク質において、この2つのドメインが活性に最低限必要な構造的ユニットとなっている。

### DHR2ドメイン
DHR2ドメインは、RhoGEFのうちのDOCKファミリーの触媒ドメインである。DOCKファミリーはDblファミリーとは別のグループであり、DHドメインとは構造的にも配列的にも関連性はない。これまでに11のDOCKファミリーのメンバーが同定されており、RacとCdc42に対する活性によってサブファミリーに分類されている。DOCKファミリーのメンバーは、細胞遊走、形態形成そして食作用に関与している。DHR2ドメインは約400アミノ酸から構成される。これらのタンパク質は、もう一つの保存された領域であるDHR1ドメインを持っており、これは約250アミノ酸から構成される。DHR1ドメインはいくつかのGEFにおいて膜局在に関与することが示されている。

### Sec7ドメイン
Sec7ドメインはARF GTPアーゼに対してGEF活性を示すドメインである。ARFタンパク質は小胞輸送に関与している。ARFのGEFは全体配列は多様であるが、保存されたSec7ドメインを有している。この200アミノ酸の領域は酵母のSec7pに相同である。

## 調節
GEFはしばしば上流のシグナルに応答したアダプタータンパク質によってリクルートされる。GEFは複数のドメインからなるタンパク質で、これらのドメインを通じて細胞内の他のタンパク質と相互作用する。アダプタータンパク質はGEFの触媒ドメインのそばで他のドメインと相互作用することによってGEFの活性を調節する。例えば、MAPK/ERK経路におけるRasのGEFであるSOS1は、EGF受容体の活性化に応答したアダプタータンパク質GRB2によってリクルートされる。SOS1はGBR2への結合によって細胞膜へ局在化され、膜に結合したRasを活性化する。他のGEF、例えばRhoのGEFであるVav1は、上流シグナルによってリン酸化されて活性化される。cAMPやカルシウムのようなセカンドメッセンジャーもGEFの活性化に関与することがある。
GEFと複数のGTPアーゼのシグナル伝達経路の間でクロストークが行われることも示されている。例えば、SOSはCDC25ドメインに加えてDHドメインを持っており、Rasに対するGEFとしての役割だけでなく、RhoGTPアーゼであるRac1を活性化するGEFとしても機能する。そのため、SOSはRasファミリーとRhoファミリーのシグナル伝達経路のリンクとなる。

## がん
GEFは多くのシグナル伝達経路、とりわけ細胞増殖に関する経路における役割のために、がん治療の潜在的な標的となる。例えば、MAPK/ERK経路の変異によって引き起こされる制御されない成長が、多くのがんの原因となっている。GEFであるSOS1はRasを活性化する。Rasの標的はRafキナーゼであり、Rafは多くのがんで変異がみられるがん原遺伝子である。RhoのGEFであるVav1は、EGF受容体によって活性化され、すい臓がんの増殖を促進することが示されている。GEFはGTPアーゼの活性化を通してこれらの経路を制御する役割があるため、潜在的な治療標的となっている。

## 例
- 三量体GTP結合タンパク質共役型受容体（GPCR）は、リガンドの結合時に三量体GTP結合タンパク質のGEFとして機能する膜貫通受容体である。リガンドの結合はコンフォメーションの変化を引き起こし、GPCRがGTPアーゼを活性化できるようになる[2]。

- Son of sevenless（SOS1）は細胞の成長を制御するMAPK/ERK経路において重要なGEFである。SOS1はEGF受容体活性化の後に細胞膜に位置するGRB2と結合する。SOS1は低分子量Gタンパク質であるRasを活性化する[16]。
- eIF2Bは真核生物のタンパク質の翻訳を開始するのに必要な翻訳開始因子である。eIF2Bは、eIF2がタンパク質合成の開始の新たなサイクルに用いられるよう、つまりメチオニンが付加された開始tRNAを結合できるよう、GTP結合型へ再生する[18]。

- RCC1はRan GTPアーゼのGEFである。RCC1は核に局在し、Ranを活性化してタンパク質を核外へ輸送させる。
- Ras-GRF1

- Kalirin
- PLEKHG2[19]
- Ephexin5 は神経のシナプス形成に関与するRhoAのGEFである[20][21]。